# バール (ウクライナ)
バール（ウクライナ語: Бар）はウクライナのヴィーンヌィツャ州にある都市。リーウ川の河岸に位置する。都市の高さは海抜362 mである。面積は5.95 km²。人口は15,337人 (2022年1月1日)。
バールは14世紀に創建された。史料では1401年 から見られる。1540年に自治権を獲得した。1938年に市制施行された。
市内ではバール駅がある。首都キエフまでの直線距離は255 km、鉄道で298 km、車道で317 kmとなっている。州庁所在地までの直線距離は61 km、鉄道で77 km、車道で65 kmとなっている。バールの姉妹都市はリブニクである。バールの日は、5月の最後の日曜日となっている。